# 飛島グリーンヒル
飛島グリーンヒル（とびしまぐりーんひる）は、滋賀県草津市と同県大津市の市境にある住宅地である。飛島都市開発がびわこ文化公園都市の住宅ゾーンとして分譲し、若草・青山・松が丘の3地区からなる。
当住宅地にはプロムナード青山やスター、フレンドマートなどの商業施設、小学校や中学校などの教育施設、牟礼山などの自然環境がある。

## 概要
飛島都市開発が分譲開発を行うニュータウン。「若草 → 青山 → 松が丘」という順で宅地開発が進められたが、バブル崩壊による業績不振により約10年にわたって分譲が中断したことがあった。なお、区画整理は1996年（平成8年）に完了し、現在は松が丘地区の分譲を行っている。

## 歴史
当住宅地は大津湖南都市計画事業・湖南丘陵土地区画整理事業として整備された。ここでは教育施設の開設・閉鎖に関する歴史も併せて解説する。

### 年表
- 1981年（昭和56年）3月：飛島グリーンヒル 若草地区を着工（同年3月20日に施行が認可されたため[4]）。
- 1983年（昭和58年）12月：飛島グリーンヒル 若草地区の入居を開始。
- 1986年（昭和61年）4月1日：若草くるみ保育園が開園[教育 1]。
- 1987年（昭和62年）4月1日：草津市立志津南小学校が開校[教育 2]。
- 1992年（平成4年）4月1日：大津市立青山小学校が開校[教育 3]、大津市立青山幼稚園が開園[教育 4]。
- 1996年（平成8年）：区画整理事業が完了する[3]。
- 1998年（平成10年）4月1日：大津市立青山中学校が開校[教育 5]。
- 2000年（平成12年）：飛島グリーンヒル 松が丘地区の分譲を再開[2]。
- 2008年（平成20年）：住宅生産振興財団が主催する、第4回 住まいのまちなみコンクールで青山地区が「住まいのまちなみ賞」を受賞[5]。
- 2013年（平成25年）3月：緑波くるみ保育園（草津市追分南）を設立するため、若草くるみ保育園が一時閉園となる[教育 1]。
- 2014年（平成26年）4月：若草くるみ保育園の事業を再開（「緑波くるみ保育園の分園」となったため）[教育 1]。
- 2021年（令和3年）4月：若草くるみ保育園の名称を「若草くるみこども園」に改称（認可変更のため）[教育 1]。

## 住宅地

### 若草地区
- 若草1丁目から8丁目で構成され、草津市に属する。  - （正式名称は「グリーンヒル湖南」[6][注 4]）

### 青山地区
- 青山1丁目から8丁目で構成され、大津市に属する。  - （正式名称は「グリーンヒル大津」[6]）

### 松が丘地区
- 松が丘1丁目から7丁目で構成され、大津市に属する。  - （正式名称は「グリーンヒル大津」[6]）

## 管理規約
飛島グリーンヒルには地区計画・建築協定・緑化協定が定められている。この例として、「住居専用住宅・医院併用住宅を除く建築の禁止」が挙げられる。なお、青山地区で各規約が認可された日は下記のとおり。
- 地区計画 - 1991年3月15日
- 建築協定 - 1992年8月16日
- 緑化協定 - 1992年3月16日

（松ヶ丘F地区緑地協定書の資料（飛島都市開発）：）

## 公共施設
福祉施設と児童公園はすべて省略する。
若草地区
- 志津南まちづくりセンター[12]
- 草津若草郵便局
- 滋賀銀行グリーンヒル代理店 - 出張所として営業したが、2022年1月17日に代理店となった[13]。
- 若草中央公園[注 5]

青山地区
- 大津市青山市民センター[15] - 公民館[16]と救急出張所[17]を併設。
- 青山まちづくり役場[18]
- 青山中央公園 - 野球場（グラウンド兼用。ナイター設備無し）を併設[19]。

松が丘地区
（当地区に公共施設は無いが、松が丘橋〈新名神高速道路〉の付近には工業地がある）

## 医療施設
老人ホーム・介護施設と施術所（整骨院など）はすべて省略する。
若草地区
- 若草医療ビル
  - 若草診療所[医療 1][医療 2]
  - わかくさ耳鼻咽喉科[医療 3][医療 4]
  - 薬師川眼科[医療 5][医療 6]
- プラス薬局（調剤薬局）[医療 7][医療 8]
- マリア歯科クリニック（旧：上野歯科医院）[医療 9][医療 10]

青山地区
- おの医院[医療 11]
- みどりの丘歯科クリニック[医療 12]
- クレア動物病院（プロムナード青山内）[医療 13]

松が丘地区
- 松が丘内科診療所[医療 14]
- 松が丘プラス薬局（調剤薬局）[医療 7][医療 15]

## 商業施設

### スーパー・コンビニ
- スターグリーンヒル店（2003年4月開店[商業 1]）
- フレンドマートグリーンヒル青山店（2008年7月23日開店[商業 2]）
- セブン-イレブン草津若草店

備考
- 以前は西友グリーンヒル店（1984年4月28日開店）があったが、1990年代に閉店した（閉店日不明）。なお、店舗として使われた建物はそのまま残り、若草医療ビルとなった。
- スターグリーンヒル店の隣にパイン滋賀工場があるが、同工場の所在地は「追分南」である。なお、飛島グリーンヒル内にある工業地は松が丘地区を除く各地区には存在しない。

### テナント・モール街
- グリーンプラザ若草  - ダイワ不動産（滋賀県大津市）が所有するテナントビル。不動産屋・学習塾・カルチャーセンターなどが入居する。
  - （以前はモール街「シャンテモール若草」として営業していたため、酒屋・パン屋・喫茶店・理髪店などが入居していた）
- プロムナード青山  - ビレッジ（村）型ショッピングモール。青山まちづくり役場を併設する[18]。

## 教育施設
若草地区
- 若草くるみこども園[教育 1]
- 草津市立志津南小学校

青山地区
- 大津市立青山幼稚園[教育 4]
- 大津市立青山小学校
- 大津市立青山中学校

松が丘地区
- 正休ののはな保育園[教育 6]

## 自然環境

### 牟礼山
草津市と大津市の市境にある山で、「むれやま」と読む。標高221.3 m。
ふもとの北西に立命館大学びわこ・くさつキャンパス、西に草津田上インターチェンジ（新名神高速道路）があり、北から南西にかけて飛島グリーンヒルの町並みが広がる。
登山道・遊歩道
- 「りょうぶの道」という登山道が北側（青山・若草方面[注 8]）に、牟礼山遊歩道（せせらぎの道）と登山道[注 9]が南側（松が丘・青山方面）に設けられている。
- 山頂付近には牟礼山展望台があり[注 10]、草津ジャンクション（名神高速道路・新名神高速道路）・草津市街・琵琶湖・比叡山・三上山などを眺めることができる。

## 道路愛称
遊歩道の一部にも愛称を付しているが、その解説は省略する。

### 中央通り
若草交差点（滋賀県道2号大津能登川長浜線〈山手幹線〉との交点）から平野二丁目の交差点（交差点名なし。大津市立青山中学校の南端で、滋賀県道108号南郷桐生草津線との交点）を南北に貫く、片側1車線の道路。
- （若草交差点から滋賀銀行グリーンヒル代理店の前は「かがやき通り」という愛称が付く道路〈草津市道〉と重複する）

### 若草通り
「若草中央通り」停留所の北にある交差点から伯母川のすぐ西側（草津市立志津南小学校の南東端から少し離れた所）にある交差点（起終点とも、交差点名なし）を東西に貫く、片側1車線の道路。
- （ほぼ全区間で歩道の幅が狭いため、道路愛称の標柱は［若草くるみこども園付近の交差点 - 草津市立志津南小学校］間の片側〈若草くるみこども園・草津市立志津南小学校側〉しか設置されていない[注 11]）

### 松が丘通り
大津市立青山中学校の北西側に隣接する交差点（「中央通り」との交点。交通信号機を併設）から松が丘橋（新名神高速道路）の付近にある交差点（起終点とも、交差点名なし）を東西に貫く、片側1車線の道路。

## アクセス

### 公共交通機関
- JR琵琶湖線（東海道本線）南草津駅
  - 近江鉄道バス
    - 「若草一丁目」 - 「松ヶ丘五丁目」[注 12]の各停留所または「若草北口」停留所で下車[注 13]。

  - 帝産湖南交通
    - 「若草一丁目」 - 「松が丘五丁目」の各停留所または「若草北口」停留所で下車[注 13]。
- JR琵琶湖線（東海道本線）・草津駅 (滋賀県)
  - 帝産湖南交通
    - 「若草三丁目」 - 「青山七丁目」の各停留所で下車。

#### 備考
- 以前はMKハートシャトル（高速バス）[22]、草津駅発着の近江鉄道バス（草津飛島線）、瀬田駅発着の帝産湖南交通（101系統〈松が丘七丁目経由〉[注 14]・201系統〈大学病院・パナソニック前経由〉[注 15][23]）と近江鉄道バスの瀬田飛島線[注 16]の各路線の運行もあった[注 17]。
- 以前は「松が丘七丁目」（近江鉄道バスは「松ヶ丘七丁目」）停留所があり、同停留所を発着する路線バス（南草津駅発着のみ運行）もあったが、周辺の宅地造成再開に伴って停留所そのものが廃止されたため、それに該当する路線バスはすべて「松が丘五丁目」（近江鉄道バスは「松ヶ丘五丁目」）発着に変更している[注 18]。

### 自動車
- 新名神高速道路草津田上インターチェンジ下車、滋賀県道2号大津能登川長浜線（山手幹線）を栗東方面へ進み[注 19]、若草交差点で右折[25]。

## その他
- 現在の最寄り駅、南草津駅が開業したのは1994年（平成6年）9月4日である。それまでの最寄り駅は草津または瀬田の両駅であった。
- 現在の青山・松が丘の各地区はかつて、上田上村に属していた。同村は1955年（昭和30年）4月1日に瀬田町と合併した後、1967年（昭和42年）4月1日に大津市に編入された。
- 青山地区にある歩行者専用道路は大津市道となっており、愛称が制定されている[注 20][3]。